# 爱丽丝·芭布斯
爱丽丝·芭布斯（英語：Alice Babs, 1924年1月26日—2014年2月11日），原名希爾杜·愛麗絲·尼爾森，是一名瑞典韦斯特维克市镇出生的歌手和演员，她也参与到其他类型的演唱和歌剧中。她擅长爵士乐，并参加1958年欧洲歌唱大赛。
2014年2月11日，芭布斯死于老年痴呆症，享年90岁。